# گروه کاتن آن
گروه کاتن آن (انگلیسی: Cotton On Group) شرکت پوشاک استرالیایی است، که در سال ۱۹۹۱ تأسیس شد.